# Anastassija Wjatscheslawowna Suchotina
Anastassija Wjatscheslawowna Suchotina (russisch Анастасия Вячеславовна Сухотина; englische Schreibweise Anastasia Sukhotina; * 13. März 2000) ist eine russische Tennisspielerin.

## Karriere
Suchotina bevorzugt Hartplätze und spielt bislang vor allem bei Turnieren der ITF Women’s World Tennis Tour, wo sie bisher einen Titel im Einzel und zehn im Doppel gewinnen konnte.

## Turniersiege

### Einzel
| Nr. | Datum           | Turnier             | Kategorie | Belag     | Finalgegnerin      | Ergebnis |
| --- | --------------- | ------------------- | --------- | --------- | ------------------ | -------- |
| 1.  | 7. Oktober 2018 | Scharm asch-Schaich | ITF W15   | Hartplatz | Wiktorija Kalinina | 6:3, 6:0 |

### Doppel
| Nr. | Datum             | Turnier            | Kategorie   | Belag     | Partnerin             | Finalgegnerinnen                            | Ergebnis           |
| --- | ----------------- | ------------------ | ----------- | --------- | --------------------- | ------------------------------------------- | ------------------ |
| 1.  | 2. September 2018 | Moskau             | ITF $15.000 | Sand      | Anastasia Chikalkina  | Darja Kruschkowa Vitalia Stamat             | 7:64, 4:6, [10:6]  |
| 2.  | 15. Dezember 2018 | Antalya            | ITF $15.000 | Hartplatz | Darja Mischina        | Ekaterina Visnevscaia Angelina Schurawljowa | 7:64, 6:2          |
| 3.  | 31. Juli 2021     | Kairo              | ITF W15     | Sand      | Schibek Qulambajewa   | Mell Elizabeth Reasco González Alica Rusová | 6:0, 6:0           |
| 4.  | 23. April 2022    | Schymkent          | ITF W15     | Sand      | Schibek Qulambajewa   | Jekaterina Maklakowa Xenija Saizewa         | 6:1, 6:4           |
| 5.  | 20. August 2022   | Duffel             | ITF W15     | Sand      | Giulia Crescenzi      | Amelie Van Impe Hanne Vandewinkel           | 6:4, 3:6, [10:8]   |
| 6.  | 6. Mai 2023       | Kuršumlijska Banja | ITF W15     | Sand      | Margarita Ignatjeva   | Elena Micic Anja Stanković                  | 7:5, 6:1           |
| 7.  | 5. August 2023    | Tiflis             | ITF W15     | Hartplatz | Anastassija Poplawska | Iuliia Iudenko Lidija Rasskowskaja          | 6:4, 6:2           |
| 8.  | 21. Oktober 2023  | Monastir           | ITF W15     | Hartplatz | Zeel Desai            | Arabella Koller Camilla Zanolini            | 6:4, 611:7, [10:7] |
| 9.  | 29. Juni 2024     | Tarvis             | ITF W35     | Sand      | Anna Syrjanowa        | Živa Falkner Miriana Tona                   | 7:63, 6:2          |
| 10. | 10. August 2024   | Öskemen            | ITF W15     | Hartplatz | Back Da-yeon          | Warwara Panschina Daria Schubina            | 6:3, 6:1           |